# Vẹt kiểng

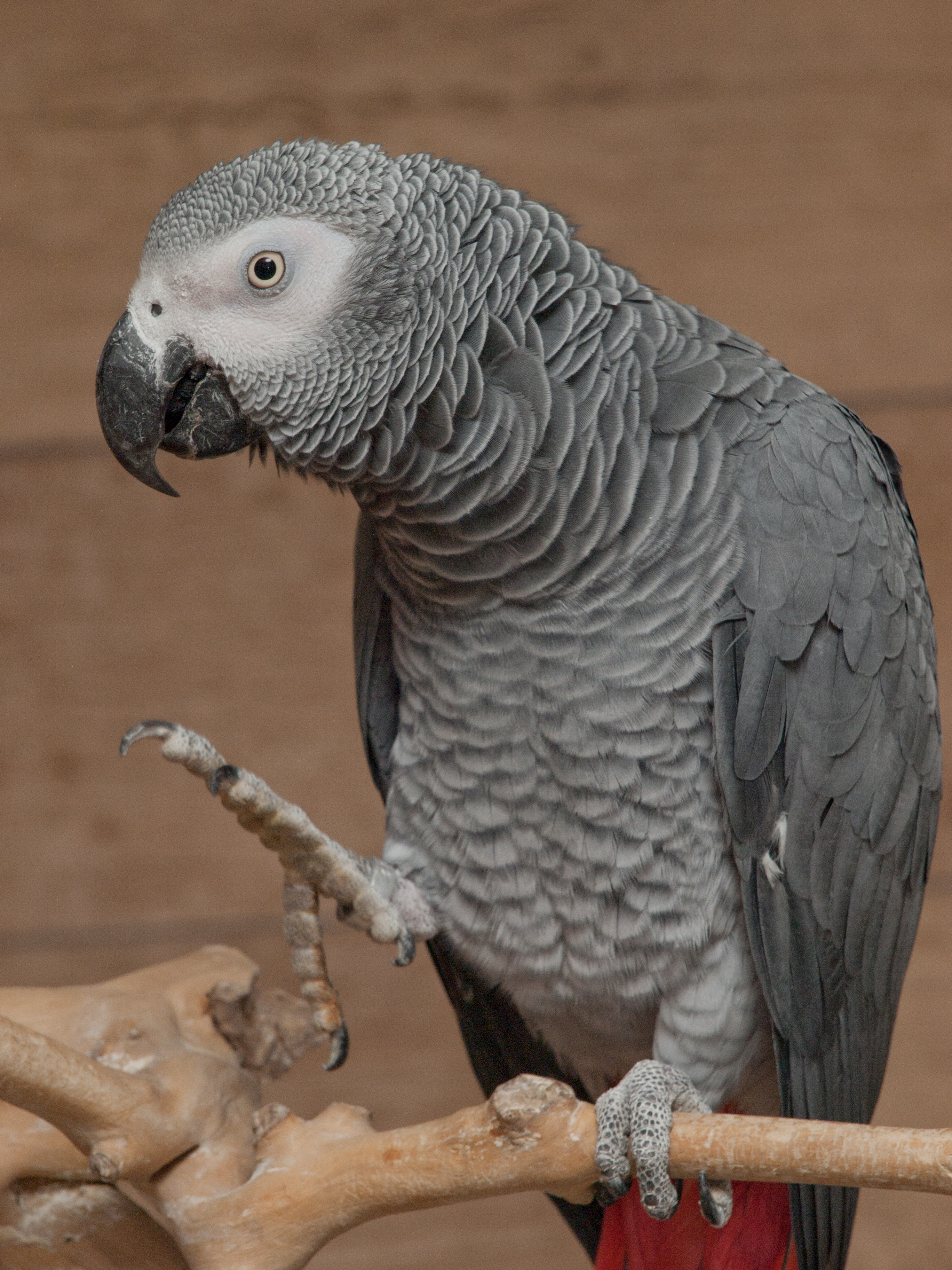
Một con vẹt kiểng

Vẹt kiểng, vẹt cảnh hay vẹt nuôi là những con vẹt được nuôi nấng như thú cưng để làm bầu bạn, giải trí của con người. Vẹt được cho là giống chim thông minh, có màu sắc đẹp, bắt mắt, đáng yêu và có khả năng bắt chước được tiếng nói của con người, nên được nhiều người ưa thích. Hầu hết mọi người khi mới bắt đầu tiếp xúc hoặc mới tập chơi vẹt đều quan tâm việc lựa chọn loài nào. Về cơ bản dòng vẹt nào cũng đáng yêu cũng hay cũng đẹp và có thế mạnh và yếu riêng.

## Nuôi nấng
Để có con vẹt thân thiện thì có thể thuần vẹt chuyển bổi nhưng để nó ngoan ngoãn nghe lời thì chọn giải pháp nuôi từ non. Mục đích nuôi từ non nhằm để con vẹt lầm tưởng con người là mẹ chúng, lựa chọn vẹt non nhưng non tầm tuổi nào cũng rất đáng chú ý. Độ tuổi mà con chim chưa nhận thức được là khi chim bung lông ống ở cánh được 2 cm. Về chế độ ăn, chim non ngoài tự nhiên chim mẹ tha thức ăn về liên tục và chia đều cho lũ con, như vậy không con nào được ăn no, nhưng chim non lại được ăn liên tục và nhịp chim mẹ tha mồi về khoảng 5-15 phút 1 lần tha mồi về, như vậy hệ tiêu hóa chim non làm việc đều đặn do đó cố gắng bắt trước mẹ chúng ngoài tự nhiên chia bữa ăn ra làm nhiều bữa (mỗi bữa cách nhau 30 phút) thức ăn mềm, dùng muỗng xúc hoặc lấy bơm cho ăn và không được cho ăn no.

## Các dòng
- Yến Phụng
- Vẹt Hồng Kông
- Vẹt Cockatiels (vẹt mào)
- Vẹt Mã Lai
- Vẹt Ngực Hồng, (đầu xám đầu hồng)
- Vẹt Love bird
- Vẹt má vàng
- Vẹt Rinhneck
- Vẹt Sun Conure
- Vẹt xám châu Phi

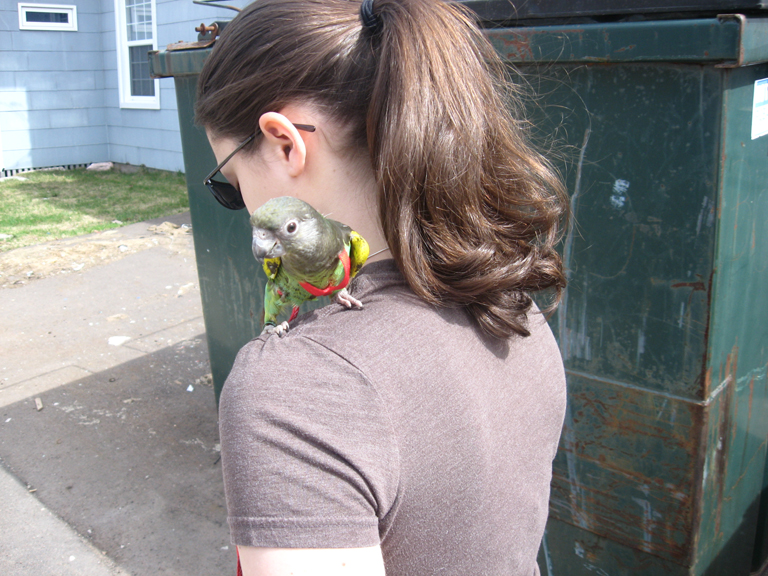

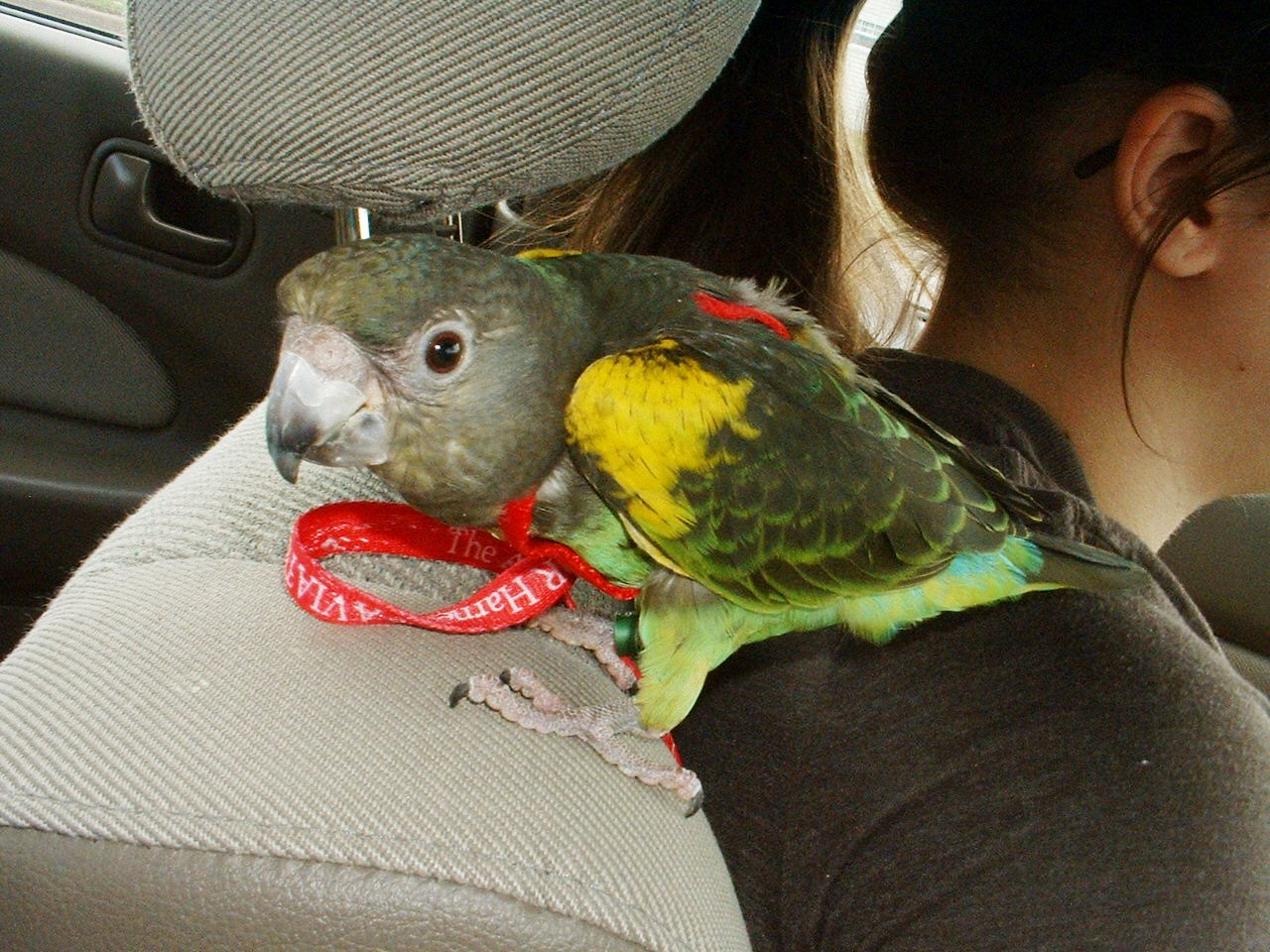
Vẹt cưng

- Vẹt Cokatoo (Vẹt mắt xanh, Sunfu Cockatoo, Moluca Ccckatoo …)
- Vẹt Macaw (xanh và vàng)
- Vẹt Electus
- Vẹt Caique

## Phiền toái
Những con vẹt là những con vật hoàn toàn hoang dã (cho dù được cho ăn bằng tay hay không) và nó xem ngôi nhà như là một nơi nào đó ở giữa rừng rậm. Những con vẹt không được thuần chủng, và chúng cũng không có lý do nào để yêu quý chủ, lắng nghe, hoặc xử sự theo cách mà chủ muốn. Vẹt là loài vật vô cùng bừa bãi. Trong rừng, chúng chỉ đậu trên cành cây và đi vệ sinh trên bờ rìa, đánh rơi thức ăn, tạo nên một mớ hỗn độn. Trong nhà, đây là một phẩm chất không mong muốn, chủ nhà phải lau dọn rất nhiều.
Không nên bị đánh lừa bởi vẻ bên ngoài sặc sỡ của chúng. Một số con vẹt thậm chí còn tự nhổ lông của nó đi. Khi đó, vẻ bề ngoài ban đầu trở nên không còn liên quan nữa, do đó, trước hết phải yêu thích tính cách của nó. Thông thường người ta có thể cầm nắm, ôm ấp những con vẹt con một cách dễ dàng, nhưng không chắc chắn điều này sẽ còn tiếp tục cho đến khi những con vẹt này trưởng thành. Cần phải nhận ra rằng kể cả một con vẹt con dễ tính nhất vẫn cần được huấn luyện rất nhiều để nó có thể tiếp tục ngoan ngoãn như thế khi nó trở thành một con vẹt trưởng thành.
Khả năng biết nói của vẹt mà nhiều người thích cũng đồng thời là một trong những khuyết điểm lớn nhất của chúng. Vịệc chúng có khả năng bắt chước các giọng nói của đồng loại với khả năng chúng có thể bắt chước những tiếng ồn khó chịu nhất. Vẹt học những âm thanh xấu còn nhanh chóng hơn những âm thanh tốt. Với mỗi cụm từ đáng yêu mà một con vẹt học nói được, nó thường sẽ học được một kho những âm thanh khó chịu để quấy rầy. Chúng không nói lâu nhưng nó sẽ phát ra những tiếng ồn và tiếng kêu trong cả đời của nó, chủ nuôi có thể cảm thấy mệt mỏi với việc nói của vẹt nhưng vẹt sẽ không bao giờ thấy chán. Nó sẽ giành hàng phút hàng giờ trong ngày đề phát ra những âm thanh ồn ào. 

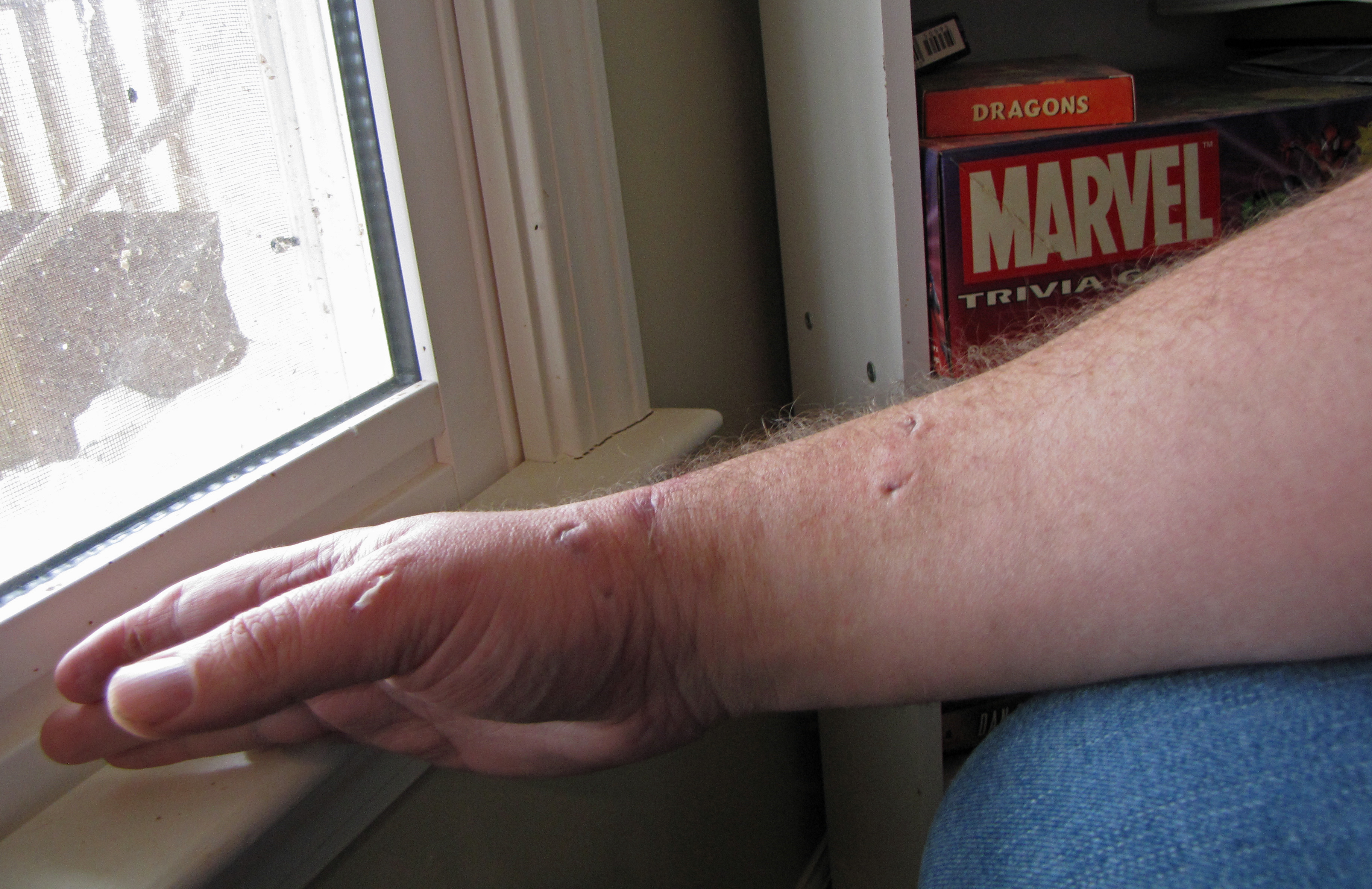
Những vết cắn của vẹt Macaw

Những con vẹt cũng là một trong những con vật biết cắn nguy hiểm nhất thuộc kích cỡ của chúng. Chúng có những chiếc mỏ nhọn mạnh mẽ cộng với bản tính hung hăng phòng vệ tự nhiên khiến chúng trở nên nguy hiểm để giữ làm vật nuôi trong nhà. Chúng sẽ cắn bàn tay cho chúng ăn ngay lập tức. Vẹt không cắn với ý định ăn những con vật khác như những loài động vật ăn thịt, thay vào đó chúng cắn để giao tiếp. Đôi khi chúng cắn để đuổi những người khác đi, hoặc vì chúng muồn sự chú ý, hoặc đôi khi chỉ để lấy một vết cào. Một chú vẹt không được huấn luyện chỉ có thể diễn đạt ý của nỏ bằng chiếc mỏ.
Vẹt không phải là những con vật cưng phù hợp cho trẻ con. Chúng cắn, la hét, và sống rất lâu. Chúng không phải là những con vật mà các trẻ em nên lớn lên cùng. Kể cả một con vẹt xám Úc được nuôi khi một em nhỏ mới 10 tuổi sẽ sống cho đến tận khi em nhỏ đó 30 tuổi. Vẹt không tự nhiên thích người hoặc cư xử ngoan ngoãn quanh người. một chú vẹt sẽ là một sự lựa chọn con vật cưng tồi tệ cho một đứa trẻ. Có thể phải mất nhiều năm để thuần chủng và huấn luyện một cách tận tụy để một chú vẹt có thể được điều khiển một cách dễ dàng bởi con người. 